# Horizont van Hergenrath
De Horizont van Hergenrath is een dunne laag in de ondergrond van het Nederlandse Zuid-Limburg en het omringende gebied in Duitsland en België. De horizont is onderdeel van de Formatie van Aken en stamt uit het laatste deel van het Krijt (het Santonien).
Normaal gesproken ligt de Horizont van Hergenrath boven op oudere lagen uit het Carboon en onder de jongere Klei van Hergenrath (ook onderdeel van de Formatie van Aken).
Deze horizont is vernoemd naar Hergenrath.